# Nuoersaurus
Nuoersaurus là một chi khủng long, được Dong & Li X. M. mô tả khoa học năm 1991.